# Sperrfeuer

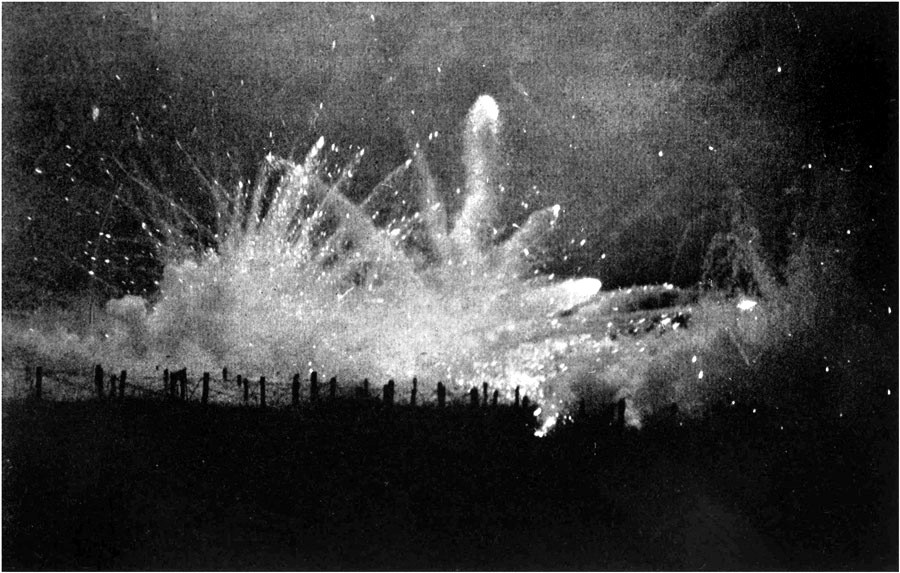
Deutsches Sperrfeuer auf alliierte Schützengräben bei Ypres. Vermutlich während der Zweiten Flandernschlacht (1915) aufgenommen.

Als Sperrfeuer (franz. „tir de barrage“) bezeichnet man im militärischen Sprachgebrauch den Artillerie-Beschuss auf ein bestimmtes Gebiet vor den eigenen Linien oder auch hinter den feindlichen Linien. Dieses massive Feuer soll das Vorrücken feindlicher Kräfte etwa bei einem Angriff unterbinden oder zumindest stören. Dies gilt auch für die Flugabwehr.

## Zweck des Sperrfeuers
Hauptziel ist es, den Gegner vom Betreten eines bestimmten Gebietes „abzusperren“. Entsprechend diesem Ziel kann es auch eine taktische Maßnahme sein, den Nachschub des Gegners durch den Einsatz von Sperrfeuer zu verhindern. Auch kann so verhindert werden, dass der Feind frische Kräfte an die Hauptkampflinie verlegt; dann hat ein eigener Angriff entsprechend mehr Chancen auf Erfolg.

### Sperrfeuer der Artillerie
Das Sperrfeuer ist ein zwischen Kampftruppe und Artillerie abgestimmtes unbeobachtetes Wirkungsschießen. In der Bundeswehr ist dabei in der Regel ein Kampfsatz zu verschießen. Diese Sperrfeuer werden mit Flussnamen bezeichnet; Sperrfeuer der Mörser der Kampftruppe dagegen mit Städtenamen.
In Feuerpausen stellen die Geschützzüge selbständig das Feuerkommando für das ihnen zugewiesene Sperrfeuer ein. Die Anforderung des Sperrfeuers erfolgt durch die Kampftruppe oder durch einen vorgeschobenen Beobachter der Artillerie. Es wird auf Kommando des Geschützführers ausgelöst. Bei kalten Rohren und Temperaturen unter dem Gefrierpunkt ist zunächst ein "Rohranwärmer" auf eine größere Entfernung zu schießen.

### Sperrfeuer der Infanterie
Bei der Infanterie wird der Begriff Sperrfeuer für den Einsatz eines massiven Feuerschlags mit Infanteriewaffen gebraucht. Hier ist es das Ziel, den Gegner in Deckung zu zwingen, um Bewegungen eigener Kräfte im Feuerbereich des Gegners zu ermöglichen.